# Ђенури
Ђенури (итал. Genuri) је насеље у Италији у округу Медио Кампидано, региону Сардинија.
Према процени из 2011. у насељу је живело 345 становника. Насеље се налази на надморској висини од 230 м.

## Становништво
| 1936. | 1951. | 1961. | 1971. | 1981. | 1991. | 2001. | 2011. |
| ----- | ----- | ----- | ----- | ----- | ----- | ----- | ----- |
| 575   | 654   | 706   | 567   | 518   | 444   | 386   | 345   |